# Stawiska (Ujsoły)
Stawiska – przysiółek wsi Ujsoły w Polsce, położony w województwie śląskim, w powiecie żywieckim, w gminie Ujsoły.
W latach 1975–1998 przysiółek administracyjnie należał do województwa bielskiego.